# Frutioidia amicula
Frutioidia amicula är en insektsart som först beskrevs av Rauno E. Linnavuori 1965.  Frutioidia amicula ingår i släktet Frutioidia och familjen dvärgstritar.
Artens utbredningsområde är Libya. Inga underarter finns listade i Catalogue of Life.